# Vendicatori
I Vendicatori (in inglese Avengers) sono un gruppo di supereroi dei fumetti statunitensi pubblicati da Marvel Comics. Ideato nel 1963 da Stan Lee e Jack Kirby, il gruppo era originariamente formato da Thor, Iron Man, Hulk, Ant-Man e Wasp. Ha esordito negli Stati Uniti d'America nel settembre 1963 nella omonima serie The Avengers (vol. 1). La serie a fumetti ha avuto trasposizioni televisive sia dal vivo che a cartoni animati oltre che cinematografiche di successo. Nel 2005 il gruppo è stato protagonista di un crossover, Vendicatori/JLA, con la squadra equivalente della DC Comics, la Justice League of America.

## Storia editoriale

La formazione originale dei vendicatori sulla copertina del loro primo numero.

### Esordio e prima serie (1963-1996)
La prima serie a ospitare le storie del gruppo di supereroi, The Avengers (vol. 1), esordì nel 1963 e verrà pubblicata per 402 numeri fino al 1996. la serie sarebbe dovuta essere pubblicata in appendice alla collana Daredevil ma poi si preferì realizzare una nuova serie dedicata al gruppo. L'idea di fondo fu di unire alcuni supereroi provenienti da altre testate della Marvel, la formazione d'esordio è così composta:
- Ant-Man
- Wasp
- Hulk, dalla collana antologica Tales to Astonish.
- Iron Man da Tales of Suspense
- Thor, da Journey into Mystery.[1]

Dopo il rapido abbandono di Hulk al secondo numero, dal quarto episodio al gruppo si unisce Capitan America sfruttando l'occasione per il rilancio del personaggio della Golden age, mentre il ruolo del forzuto del gruppo passa a Henry Pym che abbandona l'identità eroica di Ant-Man in favore di quella di Giant-Man.
Gli esordi non soddisfacenti e l'abbandono di Kirby per altri impegni, il quale lascerà il posto al meno talentuoso Don Heck, spingeranno Stan Lee a rivoluzionare la testata dopo sedici numeri sostituendo tutti i membri del gruppo tranne Capitan America che rimase con il compito di reclutare i nuovi membri e inaugurando il concetto di gruppo aperto e modificabile che ha caratterizzato la testata per oltre quarant'anni. La testata verrà quindi dedicata a personaggi privi di una testata regolare come Occhio di Falco, Scarlet, Quicksilver e Golia mentre Capitan America, Iron Man e Thor avrebbero continuato a essere presenti ma più sporadicamente perché avevano una propria serie dedicata. Nel 2005 tale regola viene infranta da Brian Bendis che riporta il gruppo alle origini aggiungendo i personaggi di Spider-Man, Dottor Strange, Wolverine e Luke Cage che erano ritenuti quelli popolari del periodo.
In parallelo alla serie principale nel 1984 venne edita una miniserie di quattro numeri che presenta le origini del dipartimento californiano del gruppo, West Coast Avengers (vol. 1), alla quale seguì l'anno successivo la seconda serie, West Coast Avengers (vol. 2) che nel 1989 cambiò nome in Avengers West Coast, che venne pubblicata fino al 1994 per complessivi 102 numeri.

### Heroes Reborn(1996-2010)
Durante il crossover Heroes Reborn, nel quale i supereroi dell'universo Marvel vennero esiliati per un anno in un universo alternativo, nel 1996 si decise di rilanciare la serie facendo esordire The Avengers (vol. 2), scritta da Rob Liefeld, Jim Valentino e Walter Simonson; questa seconda serie venne poi chiusa l'anno seguente e sostituita dalla terza, The Avengers (vol. 3), esordita nel febbraio 1998 e inizialmente gestita da Kurt Busiek e George Pérez; verrà pubblicata fino ad agosto 2004 quando, in concomitanza dei 500 numeri editi complessivamente nelle tre serie, venne ripresa la prima serie, The Avengers (vol. 1) che verrà edita per quattro numeri presentando un ciclo di storie scritte da Brian Bendis e disegnate da David Finch che fece da prologo alla saga Vendicatori divisi (Avengers Disassembled) che si concluderà l'anno successivo in un numero unico fuori serie, Avengers: Finale, facendo proseguire quindi le storie del gruppo in nuova testata, New Avengers (vol. 1), dedicata a una nuova generazione di personaggi, della quale fecero parte anche Spider-Man e Wolverine, in un ciclo di storie scritto da Bendis che riprese gli eventi narrati in Avengers: Finale; la serie si concluderà nel 2010, alla fine della saga Siege, e avrà un epilogo nel numero unico New Avengers: Finale.
A seguito poi del crossover del 2006, Civil War, esordì nel 2007 una nuova serie scritta da Bendis, Mighty Avengers (vol. 1), pubblicata fino al 2010 e nella quale, a seguito degli eventi narrati nel successivo ciclo Dark Reign, un nuovo gruppo di Vendicatori, guidato da Hank Pym, diventa protagonista della collana e che poi, da marzo 2009, esordirà in una nuova serie dedicata, scritta sempre da Bendis, Dark Avengers (vol. 1), che vede come protagonisti una nuova squadra composta da Norman Osborn e altri criminali, gli Oscuri Vendicatori, che indossano i costumi e portano il nome di celebri supereroi; la prima serie viene edita fino a luglio 2010 per 16 numeri e riprende ad agosto 2012 per altri 16 numeri, concludendosi definitivamente a luglio 2013.

### Heroic Age(2010-2013)
La Marvel nel 2010, in concomitanza con l'iniziativa editoriale Heroic Age, rilanciò alcune serie fra cui quelle dedicate ai Vendicatori: a luglio esordì la quarta serie della testata storica dedicata al gruppo - che era stata interrotta nel 2004, Avengers (vol. 4) mentre il mese successivo esordì la seconda serie di New Avengers (vol. 2).
Contemporaneamente esordì la nuova testata Secret Avengers (vol. 1), dedicata a una nuova squadra segreta e subito dopo la fine del crossover "Siege", ad agosto 2010 esordì anche la nuova serie Avengers Academy (vol. 1), scritta da Christos Gage e dedicata a un gruppo di giovani supereroi scelti per diventare i nuovi Vendicatori; la serie si concluse a gennaio 2013 dopo 39 numeri.

### Marvel NOW!(2013-2014)
Nel 2012 la Marvel, al fine di rilanciare le serie a fumetti, dà vita al progetto Marvel NOW! che nasce come conseguenza degli eventi narrati nel crossover Avengers vs. X-Men. A seguito di questo rilancio nel 2013 esordiscono, curate da Jonathan Hickman, la quinta serie della collana principale, The Avengers (vol. 5) e la terza dedicata al gruppo degli Illuminati, New Avengers (vol. 3) oltre che la seconda serie dedicata ai Vendicatori segreti, Secret Avengers (vol. 2) e la seconda di Mighty Avengers (vol. 2) dedicata a una nuova squadra dei Vendicatori; inoltre, dopo la miniserie Avengers Versus X-Men, a dicembre 2012 esordisce la nuova testata Uncanny Avengers (vol. 1), scritta da Rick Remender, che dà il via all'evento Avengers and the X-Men: AXIS, che vede Capitan America dare vita ad un team di Vendicatori composto sia dai componenti storici che da mutanti X-Men; la serie venne edita fino a novembre 2014 e sostituita da una seconda serie omonima, Uncanny Avengers (vol. 2), pubblicata per cinque numeri nel 2015.

### All New All Different Marvel(dal 2014)
A seguito degli eventi narrati nel crossover Secret Wars, parte nel 2014 un nuovo rilancio delle serie a fumetti della Marvel denominato All New All Different Marvel. All'interno di questo progetto la serie principale viene chiusa la quinta serie e viene pubblicato prima un volume unico, Avengers (vol. 6), e poi, nel 2015 esordisce la nuova serie All-New All-Different Avengers (vol. 1), pubblicata per 15 numeri fino al 2016 quando viene sostituita dalla settima serie, Avengers (vol. 7), esordita a gennaio 2017, scritta inizialmente da Mark Waid e disegnata da Mike del Mundo. In questo contesto vengono rilanciate anche, nel 2014, la terza serie dei giovani Vendicatori, Secret Avengers (vol. 3) e, nel 2015, Uncanny Avengers (vol. 3) e New Avengers (vol. 4).

## Trame e principali cicli di storie
I Vendicatori sono un gruppo di supereroi riconosciuti a livello internazionale come unità di crisi e hanno la collaborazione di molte nazioni ricevendo finanziamenti dall'ONU, per la quale svolgono missioni.

### Genesi ed esordi del primo gruppo
Il supercriminale Loki, dopo essere stato sconfitto dal fratellastro Thor, decide di vendicarsi sfruttando Hulk. Thor, insieme ad altri supereroi come Ant-Man, Wasp e Iron Man combatte contro Hulk; Thor però scopre che Hulk è innocente e vittima della manipolazione di Loki e pertanto chiede a Odino di aiutarlo per scagionare Hulk. Loki, ormai scoperto, ingaggia una lotta contro i cinque supereroi ma viene sconfitto. Thor decide di riportare il fratellastro ad Asgard, consegnandolo alla giustizia. Intanto Ant-Man e Wasp propongono agli altri supereroi di formare un gruppo in grado di affrontare quei criminali che nessuno di loro, da solo, riuscirebbe a contrastare e, insieme a Iron Man, Thor e Hulk fondano il gruppo dei Vendicatori (Avengers). Tony Stark, alter ego di Iron Man, decide di finanziare il gruppo, dando loro una sede, la Avengers Mansion. La loro prima missione è quella di fermare il Dottor Destino, il quale - appreso dell'esistenza del gruppo - vorrebbe sconfiggerlo; dopo il loro primo scontro gli Avengers scoprono di aver lottato contro un robot (Doombot) e di non aver mai incontrato il vero dr. Destino. Successivamente, a causa della sua insicurezza nei confronti degli altri componenti, Ant-Man diventa Giant-Man. Il gruppo affronta la minaccia del Fantasma dello Spazio, un alieno che vorrebbe conquistare la Terra; l'alieno assume le sembianze di Hulk commettendo dei crimini; viene poi sconfitto ma Hulk, dopo aver perso la fiducia dei suoi componenti, decide di abbandonarli. La squadra, ritenendo Hulk una minaccia, tenta di farlo rientrare. Hulk stringe un'alleanza con Namor riuscendo quasi a sconfiggere i Vendicatori ma alla fine viene costretto alla fuga. Mentre il gruppo è impegnato nella ricerca dei due, trovano una statua di ghiaccio all'interno della quale trovano ibernato ma vivo Capitan America che, ripreso conoscenza, entra nel gruppo. Il Barone Heinrich Zemo, nemico del Capitano, insieme ad altri avversari dei Vendicatori, fonda i Signori del male, composti da Melter, dal Cavaliere Nero e dall'Uomo Radioattivo. Gli Avengers riescono a sconfiggerli consegnandoli alle autorità tutti tranne il Barone Zemo che insieme ad Amora l'incantatrice e all'Esecutore stringe un'alleanza nota ancora come Signori del male. Intanto Simon Williams viene arrestato a causa di Iron Man e per vendicarsi decide di allearsi con il Barone Zemo e di diventare il criminale Wonder Man. Dopo essersi unito agli Avengers solo per dividerli dall'interno decide di riscattarsi morendo per salvare la vita degli eroi.
Quando Kang il Conquistatore, un viaggiatore del tempo, decide di impadronirsi della Terra, gli Avengers riescono a intervenire e a sconfiggerlo, costringendolo alla fuga. Kang però non si arrende e decide di attaccare nuovamente il gruppo, utilizzando un androide con le fattezze di Spider-Man, che viene però distrutto dall'originale. Successivamente il gruppo, guidato da Capitan America, riesce definitivamente a sconfiggere i Signori del male uccidendo il Barone Zemo. Dopo di che i quattro Vendicatori originali decidono di prendersi una pausa, lasciando nel gruppo soltanto Capitan America, che recluta Occhio di Falco (ex nemico di Iron Man), Scarlet Witch e Quicksilver (ex membri della Confraternita dei Mutanti Malvagi di Magneto), dei vecchi criminali, per renderli dei supereroi. Nasce la seconda fazione dei Vendicatori.

### Secondo gruppo
I nuovi Vendicatori affrontano diverse minacce quali lo Spadaccino, il Dottor Destino, Power Man e Attuma. Giant Man, alias Hank Pym, dopo una trasformazione irreversibile, adotta il nome di Golia. Quando il Laser Vivente rapisce Wasp, Pym riesce a rimpicciolirsi e a ritornare ad altezza naturale, sconfiggendolo. Amora riesce a manipolare Ercole scagliandolo contro il gruppo ma Golia e Occhio di Falco riescono a riportare Ercole alla normalità e a costringere Amora alla fuga. Ercole, esiliato sulla terra da Zeus, si unisce al gruppo. Capitan America esce dal gruppo. Quando Magneto, nemico degli X-Men, riforma la Confraternita dei Mutanti Malvagi, Scarlet Witch e Quicksilver vi rientrano abbandonando gli Avengers. Ercole indagando sulla scomparsa degli dei dell'Olimpo riguadagna la fiducia di Zeus ponendo fine all'esilio del figlio che quindi lascia gli Avengers i quali, rimasti solo in tre, accettano nei loro ranghi Pantera Nera sotto il consiglio di Capitan America. La minaccia successiva del gruppo è il Sinistro Mietitore che vorrebbe vendicarsi della morte del fratello Wonder Man. In questa fase Henry Pym progetta l'intelligenza artificiale Ultron, un androide creato per portare pace nel mondo ma che dopo essere scappato fonda una nuova squadra di Signori del Male per sconfiggere il gruppo e distruggere la razza umana, da lui definita imperfetta. Ultron viene però sconfitto ma ritornerà in scena quando crea basandosi sui tracciati cerebrali di Wonder Man, la Visione, per sconfiggere il gruppo. Visione tuttavia si rivolta contro il padre e lo sconfigge, entrando poi negli Avengers. Henry Pym alias il Calabrone a causa di una schizofrenia diventa un avversario dei Vendicatori ma, dopo aver sposato Wasp, riesce a controllare la sua instabilità e a rientrare nel gruppo come Yellowjacket. In seguito Occhio di Falco, con l'aiuto dello stesso Henry Pym, diventa il nuovo Golia. Col tempo il gruppo si apre a tutti quei supereroi in cerca di riscatto, molti dei quali con un passato criminale come Wonder Man e Vedova Nera o altri eroi come She-Hulk, Bestia e Starfox.
Dopo la guerra Kree-Skrull, il gruppo viene ancora una volta comandato inizialmente da Capitan America e poi da Wasp. Intanto il figlio di Zemo, il nuovo Barone Zemo, riesce a formare una nuova squadra di Signori del male e ad appropriarsi della sede degli Avengers, mandando in coma Ercole e il maggiordomo Edwin Jarvis. Con l'aiuto di Ant-Man II, i Vendicatori riescono a sconfiggere l'Uomo Assorbente e Titania e successivamente a sconfiggere i Signori del male che poi diventeranno i Thunderbolts. Zeus, venuto a conoscenza delle condizioni del figlio Ercole, decide di sconfiggere gli Avengers che però, grazie a Namor, riescono a ritornare sulla Terra ed a far ritornare in vita Ercole.

### L'interferenza del governo e i Vendicatori della Costa Ovest
Il gruppo diviene sempre più numeroso e il governo, ritenendo il gruppo ormai ingestibile, si accorda con i Vendicatori imponendo che non siano mai più di cinque. Diversi membri storici sono dunque costretti ad abbandonare il gruppo. Successivamente il criminale Testa d'Uovo rifonda i Signori del male per rendere Calabrone una minaccia agli occhi degli Avengers. Durante la battaglia Testa d'Uovo rimane ucciso e Calabrone abbandona la sua carriera da supereroe per dedicarsi ai suoi progetti scientifici. Dopo essere diventato il capo del gruppo, Visione decide di fondare una filiale in California guidata da Occhio di Falco. Nascono dunque i Vendicatori della Costa Ovest, composti da Mimo, Tigra, Wonder Man, Iron Man e in seguito anche da Henry Pym (come scienziato), Wasp, U.S. Agent (imposto dal governo) e Spider-Woman. Tuttavia il gruppo si scioglierà a causa di Capitan America.

### Onslaught
Anni dopo, il gruppo lotta contro altre minacce, come Onslaught, che uccide apparentemente tutti i membri che compongono il gruppo. Per salvare le loro vite, Franklin Richards, figlio della Donna invisibile e di Mr. Fantastic, trasferisce le loro coscienze in una dimensione tascabile, dove i Vendicatori rinascono. Tempo dopo, ritornano sulla Terra, e sotto la guida di Capitan America, il gruppo si evolve sempre più.

### Vendicatori divisi e Nuovi Vendicatori
Durante la saga Vendicatori divisi, il gruppo subisce degli attacchi da un nemico interno: mentre Tony Stark aggredisce un ambasciatore latveriano alle Nazioni Unite, la sede dei Vendicatori viene attaccata dal Fante di cuori, che causa un'esplosione che uccide Scott Lang (il secondo Ant-Man). Visione viene condizionato mentalmente per far attaccare i Vendicatori da Ultron ma finisce ucciso. She-Hulk perde il controllo e riduce in coma Wasp. Si scopre che la causa di tutto ciò è colpa di Scarlet, i cui poteri l'hanno portata alla pazzia. Capitan America, guidando i Vendicatori, riesce a sconfiggerla ma Occhio di Falco perde eroicamente la vita. Quindi il gruppo si scioglie ma una grande evasione di criminali convince Capitan America e Iron Man a riformare il gruppo per affrontare quelle minacce che un singolo eroe non poteva affrontare da solo. Nascono così i Nuovi Vendicatori che includono nelle loro file l'Uomo Ragno, Wolverine, Luke Cage e Jessica Drew (la seconda Donna Ragno).

### Civil War e i Vendicatori Segreti
Dopo la catastrofe a Stamford per mano dei New Warriors, il governo decide che i supereroi devono essere schedati e abbandonare l'identità segreta. Maria Hill chiede dunque a Capitan America di sostenere l'atto di registrazione, il quale tuttavia, non concordando con le scelte del Governo degli Stati Uniti, rifiuta la proposta, divenendo un ricercato. Iron Man, Calabrone e Mr. Fantastic sono invece d'accordo alla registrazione e vanno a caccia di coloro che non hanno aderito. Anche l'Uomo Ragno prende posizione schierandosi a favore e smascherandosi pubblicamente ma poi cambia idea e si unisce ai Vendicatori Segreti di Capitan America. Ci sono duri scontri ma alla fine Capitan America si arrende e viene invece arrestato (e poi ucciso apparentemente da Crossbones), mentre i membri del suo gruppo (ora guidati da Luke Cage) diventano ribelli, facendosi chiamare Vendicatori Segreti.

### Secret Invasion
Dopo la guerra civile dei super-umani, si scopre che diversi Skrull sono riusciti ad infiltrarsi sulla Terra. Henry Pym si rivela essere uno di loro, tradendo Mr. Fantastic e imprigionandolo, mentre Iron Man perde il controllo della sua armatura. Gli eroi originali si scontrano con gli impostori nella Terra Selvaggia, sconfiggendoli grazie al tempestivo ritorno sulla terra di Mr. Fantastic. Lo skrull di Henry Pym riesce anche a trasformare la vera Wasp in una bomba energetica da utilizzare qualora gli alieni invasori fossero stati sconfitti. I Vendicatori originali riescono a sconfiggere gli Skrull anche grazie al vero Thor. La regina Vernake viene invece uccisa da Norman Osborn, che prende il posto di Tony Stark come direttore dello S.H.I.E.L.D., smantella Camp Hammond e l'agenzia spionistica e ne fonda una sua, l'H.A.M.M.E.R., composta anche da una nuova squadra di Oscuri Vendicatori, capitanati dallo stesso Osborn, stavolta sotto l'identità di Iron Patriot. Infine gli Avengers liberano i loro veri membri dalle celle Skrull, tra cui Hank Pym, Edwin Jarvis e la Donna Ragno.

### Dark Reign
Con l'insediamento di Norman Osborn i Vendicatori subiscono un'ulteriore suddivisione: Osborn promuove i Thunderbolts al rango di Vendicatori e dandogli le uniformi e i nomi degli eroi originali: Bullseye/Occhio di Falco, Moonstone/Ms. Marvel, Daken/Wolverine, Venom/Uomo Ragno e Noh-Varr/Capitan Marvel e creando per sé l'identità di Iron Patriot, un mix di Capitan America e Iron Man. Il team di Osborn rappresenta i Vendicatori ufficiali, riconosciuti dal governo e con l'appoggio dei media.
I Nuovi Vendicatori sono ora dei ricercati che operano in clandestinità. A loro comunque si uniscono i veri Mimo, Donna Ragno e Miss Marvel oltre al nuovo Capitan America, che permette al team di utilizzare il suo appartamento come nuovo quartier generale. A seguito di alcuni cataclismi sovrannaturali Wasp II e Edwin Jarvis, guidati da Wanda Maximoff (sotto le cui spoglie si cela in realtà il dio degli inganni Loki) creano un nuovo team di Vendicatori, in cui militano alcuni vecchi componenti della squadra originale (come Ercole, U.S.Agent, Quicksilver e Jocasta) o i loro discendenti (Stature, figlia di Scott Lang e la seconda Visione). I Potenti Vendicatori di Pym hanno l'appoggio del popolo ma non sono autorizzati dal governo e ciò li rende fuorilegge. Tempo dopo, il gruppo si scioglie. Viene tuttavia creata sempre da Henry Pym un'accademia di Vendicatori che insegna a giovani super dotati come utilizzare i propri poteri.

### Assedio
Manipolato da Loki, Norman Osborn e i suoi Oscuri Vendicatori attaccano Asgard. Vedendo Thor cadere nel difendere la sua patria, Steve Rogers convoca tutti i supereroi disponibili (I Potenti Vendicatori di Pym, i Nuovi Vendicatori oltre ai Giovani Vendicatori e i Secret Warriors di Nick Fury) per formare una squadra che difenda gli dei Norreni dall'Assedio. Norman Osborn vedendo la sconfitta vicina, scatena contro gli eroi Sentry che presto si trasforma in Void che sgomina i Vendicatori e fa crollare Asgard. Loki però aiuta il fratellastro e i compagni donando loro i poteri delle Pietre delle Norne e sacrificando la propria vita, permettendo così ai Vendicatori un ultimo attacco che va a buon fine.

### Età degli eroi
Dopo aver sconfitto Osborn e la minaccia di Void, il Presidente degli USA ordina l'arresto di Osborn e mette Steve Rogers al suo posto: ciò comporta l'abolizione dell'atto di registrazione e lo smantellamento di qualsiasi organizzazione come lo S.H.I.E.L.D. o lo H.A.M.M.E.R. e i Vendicatori sono riconosciuti come gli unici garanti della sicurezza degli Stati Uniti e del mondo con tre nuove formazioni: quelli classici coordinati da Maria Hill e composti da Iron Man, Capitan America, Occhio di Falco, Donna Ragno, Spider-Man, Wolverine e Noh-Varr, i Nuovi Vendicatori coordinati da Victoria Hand e composti da Luke Cage, Mimo, Dr. Strange, Spider-Man, Wolverine, Jessica Jones, Pugno d'acciaio, Cosa e Ms. Marvel e i Vendicatori Segreti guidati da Sharon Carter e composti da Capitan America, Natasha Romanoff, Moon Knight, War Machine, Bestia, Valchiria, Ant-Man III ed in seguito anche Agente Venom e Giant-Man. Infine, Henry Pym, inizialmente come Wasp II, fonda i Vendicatori Accademia, un gruppo d'addestramento che comprende Tigra, Quicksilver e Justice come insegnanti. Tra gli studenti più importanti vi sono Finesse, Hazmat, Meetle, Rettile, Striker e Veil.
In seguito alla Caduta di Asgard i nove regni cadono nel caos per opera di Hela e della Spada del Crepuscolo ma verrà poi tutto sistemato da Steve Rogers, Thor e Iron Man (i cosiddetti Avengers Prime) aiutati da Orchi, Draghi ed Elfi stanchi della tirannia di Hela.

### Prossimi Vendicatori
Nel futuro, i figli dei Vendicatori (personaggi del film d'animazione Next Avengers - Gli eroi di domani del 2008) hanno ucciso Immortus (meglio noto come Kang il Conquistatore). Nel presente, una versione più giovane di Kang appare davanti ai Vendicatori e li avvisa che nel futuro i loro figli metteranno in pericolo l'universo. Fornisce le coordinate ai sospettosi eroi e li prega di salvare il mondo. Nel futuro, si scopre che dietro alle azioni misteriose di Kang c'è una versione anziana di Hulk.
Nel presente, i Vendicatori si rivolgono al guerriero Kree Noh-Varr il protettore, chiedendogli di unirsi a loro ed aiutarli a costruire una macchina nel tempo per andare nel futuro. Tony Stark scopre che il flusso temporale potrebbe essersi spezzato. Quando una falla temporale si apre davanti ai Vendicatori, appare chiaro a tutti che la realtà si sta sfaldando.
La prima falla avverrà nella base dei Vendicatori, con l'arrivo da una dimensione temporale di Apocalisse insieme ai suoi quattro cavalieri: Spider-Man, Wolverine, Wonder-Man e Wanda. I cavalieri e Apocalisse non sono però gli eroi della Terra 616 (la Terra Marvel regolare) ma quelli di un'altra dimensione. Dopo la scomparsa di Apocalisse (avvenuta per via del flusso temporale spezzato), i Vendicatori dovranno fronteggiare quello che li aspetta nella seconda falla temporale: un'invasione di eroi (come Killraven) e di malvagi (come Galactus e i Marziani) venuti da diverse epoche e da diverse dimensioni.
Così, un gruppo di Vendicatori va nel futuro e viene sorpreso da quelli che saranno i loro figli, un Hulk anziano ed un Tony Stark invecchiato, mentre gli altri rimangono nel presente per pensare al caos che si sta creando attorno a loro.
Nel futuro, Iron-Man, il nuovo Capitan Marvel, Capitan America e Wolverine comprenderanno che Kang è stato mandato dal futuro ai nostri giorni da Stark vecchio, perché potesse avvertire i Vendicatori del presente della guerra di Ultron e di come poterla evitare. Dopo la manifestazione della terza falla, che sembrerebbe aver ricucito il tessuto temporale, i Vendicatori si ritroveranno nel momento in cui combattevano Apocalisse.
Iron Man, Capitan America, Noh-Varr e Wolverine arriveranno nel momento indicato loro dall'Iron Man futuristico. Qui, incontreranno Ultron e gli chiederanno un favore: perdere la guerra contro Kang per impedire che il tessuto temporale si spezzi e che quindi nessuna delle due fazioni della guerra di Ultron vinca. Ultron si fida dei Vendicatori e dopo aver fatto quel che gli avevano chiesto tutto torna alla normalità. Quando però i Vendicatori del presente si ritirano dal futuro in cui vivono Stark e Banner anziani, il Kang di quel tempo uccide i due ex supereroi, per poi essere fulminato dai "Prossimi Vendicatori"

### Avengers vs X-Men
Dopo aver compreso del ritorno della forza Fenice, i Vendicatori decidono di trovare un modo per difendere la Terra dalla creatura cosmica, ritenendola troppo pericolosa. A causa di questa opinione, gli Avengers entrano in guerra contro gli X-Men, che ritengono che Fenice sia l'unico modo per eliminare l'estinzione dei mutanti. Capitan America guida dunque il gruppo contro la squadra di Ciclope, che viene in seguito potenziata dalla forza Fenice. Nonostante lo svantaggio, i Vendicatori riescono comunque a vincere la battaglia sconfiggendo gli X-Men principali e imprigionandoli. Durante la battaglia, Charles Xavier viene ucciso da Ciclope, ormai impazzito sotto gli effetti della forza Fenice. Anche se i mutanti hanno perso la guerra, hanno tuttavia avuto ragione: grazie all'entità cosmica, nuovi mutanti sono rinati. Ciclope riesce dunque a fuggire di prigione e a guidare un gruppo di fuorilegge di X-Men, mentre i Vendicatori, dopo aver intrapreso una missione nel Microverso per salvare Wasp (ancora viva) da un tiranno chiamato Lord Gouzar, decidono di diventare più grandi.
A seguito di questi avvenimenti, Capitan America, con l'aiuto di Thor, riesce a convincere Havok a formare una squadra di Vendicatori composta da umani e mutanti dedita a proseguire il sogno di Charles Xavier: realizzare un mondo dove la convivenza pacifica tra mutanti e umani non è solo un sogno. Dopo diverse avventure, la Squadra Unione riesce a sconfiggere svariate minacce quali quella del Teschio Rosso, dei Gemelli d'apocalisse e di Kang il Conquistatore.

### Marvel NOW!
Dopo aver salvato Wasp nel Microverso, Iron Man decide di espandere il gruppo con l'aiuto di Capitan America, creando la Avengers Machine e reclutando nuovi membri quali Hyperion, Cannonball, Sunspot, Manifold, Smasher e Capitan Universo. Gli Avengers diventano dunque più grandi che mai, ed insieme, sconfiggono i futuri alleati Ex Nihilo e Abyss. I Vendicatori inoltre, mettono in periodo di prova anche uno dei loro membri più importanti, Spider-Man, che ha subito un cambiamento sconosciuto che lo ha portato ad uccidere i suoi nemici, cosa che in passato non ha mai fatto. Tuttavia, quando l'Uomo Ragno sconfigge il virus Carrion salvando così anche i Vendicatori, il gruppo lo riammette tra le loro file, aiutandolo anche durante la Goblin Nation di Norman Osborn.
Gli Avengers sconfiggono assieme anche l'Alto Evoluzionario e fronteggiano diverse volte l'A.I.M., fino a quando Ultron, una delle loro nemesi più storiche, non ritorna in azione, distruggendo tutto il pianeta Terra e costringendo l'umanità a rifugiarsi dalla malefica intelligenza artificiale. Per fermarla, Wolverine e la Donna Invisibile tentano inizialmente di tornare nel passato per uccidere il suo creatore, Henry Pym, però in seguito decidono di rimediare all'errore consigliandogli di creare l'intelligenza artificiale con al suo interno un virus da attivare poco prima dell'apocalisse. Il piano riesce, e tutto torna alla normalità. Dopo tutto ciò, Henry Pym, alleatosi con lo S.H.I.E.L.D., forma una squadra di Vendicatori, gli Avengers A.I., con l'intento di fermare un'altra sua invenzione, Dimitrios, lo stesso virus che ha ucciso Ultron. Dopo la sconfitta dell'intelligenza artificiale, il gruppo si scioglie.
Intanto, Dopo la battaglia tra Vendicatori e X-Men, Capitan America decide di formare un gruppo che comprende umani e mutanti, per perseguire dunque lo scopo di Charles Xavier. Per formare il team, Rogers si rivolge ad Havok, fratello di Ciclope, ed insieme a Thor, Scarlet Witch, Rogue e Wolverine formano la Squadra Unione dei Vendicatori. In seguito, il gruppo ammetterà nei loro ranghi anche il mutante Sole Ardente, la fondatrice dei Vendicatori Wasp e Wonder Man. Dopo aver sconfitto il Teschio Rosso (impadronitosi dei poteri telepatici di Xavier), la squadra affronta anche la doppia minaccia dei Gemelli d'Apocalisse e di Kang il Conquistatore.
Subito dopo, la formazione dei Vendicatori principale, deve contrastare la doppia minaccia dei Costruttori e di Thanos: mentre i primi hanno intenzione di distruggere il pianeta Terra per far fronte al problema delle Incursioni, il secondo vuole invece sfruttare l'occasione dell'assenza di eroi sulla Terra (impegnati nella battaglia con i Costruttori) per ritrovare le Gemme dell'Infinito, ed uccidere suo figlio, Thane, un inumano. Gli Avengers, per respingere entrambi, si trovano dunque a dover dividere la squadra in due fazioni, una di Capitan America che riesce ad abbattere la minaccia dei Costruttori e l'altra di Iron Man che riesce a contrastare la Cabala di Thanos e a evitare l'uccisione di Thane. Durante le battaglie sulla Terra, però, si scatenerà un'esplosione di nebbie terrigene che causeranno la nascita di nuovi Inumani, tra cui la nuovissima Ms. Marvel, futuro membro dei Vendicatori.
Gli Avengers si ritrovano poi a dover collaborare con gli X-Men e la Squadra Unione per contrastare il Teschio Rosso, che dopo diversi mesi di inattività è diventato il Red Onslaught. Le squadre, per fermarlo, lanciano un incantesimo d'invertimento per invertire la bussola morale del Teschio, facendolo diventare buono. La magia funziona, ma gli eroi presenti a Genosha diventano criminali e viceversa. Alla fine però, gli Avengers riescono a ritornare alla normalità, assieme agli stessi X-Men. Nonostante il lieto fine, Havok abbandona la squadra dei Vendicatori, chiudendo i suoi rapporti con Wasp, iniziati proprio con la nascita del gruppo.
Nonostante queste innumerevoli vittorie, i Vendicatori devono lottare contro altre minacce galattiche, come la Cabala di Namor e Thanos che distrugge diversi mondi per evitare che Terra-616 venga distrutta dalle Incursioni. Questo problema della fine del mondo ha purtroppo costretto i geni scientifici a diventare dei fuorilegge e dopo uno scontro con i Vendicatori del Comandante Rogers, insieme le due squadre uniscono le proprie forze per costruire una scialuppa di salvataggio per far sopravvivere diversi scienziati che, dopo la fine dell'Universo, faranno ripartire la razza umana da zero.
Tuttavia sfruttando il potere degli Arcani, Dottor Destino riesce a costruire un Battleworld, poi distrutto da Mister Fantastic, il quale ha ricostruito la Terra-616, salvando il mondo dalle incursioni causate dagli stessi Arcani. Ritornato tutto alla normalità, i Vendicatori fronteggiano il ritorno di Ultron su Titano, ma durante la battaglia, Giant-Man perde eroicamente la vita. Gli Avengers, per celebrare la morte di un loro caduto, posizionano una statua di Giant-Man al centro della loro villa.

### Nuovissima Marvel
Dopo l'incursione tra Terra-616 e Terra-1610, tutto l'universo viene ristorato e Iron Man fonda un nuovo gruppo di Vendicatori, considerato però come una filiale, e composto inizialmente da sette membri: il nuovissimo Capitan America, la nuovissima Thor, la Visione, Spider-Man, Ms. Marvel e Nova. Dopo aver sconfitto i Chitauri, razza aliena dedita a dominare il mondo, i nuovissimi Vendicatori aggiungono nel loro gruppo anche la figlia di Henry Pym e della sua prima moglie Maria Trovaya, Nadia Pym, divenuta la nuova Wasp. Il gruppo dei nuovissimi Vendicatori, fronteggia anche la minaccia di Annihilus nella Zona Negativa, mentre Nadia incontra la matrigna Janet grazie all'aiuto di Edwin Jarvis, ritornato di nuovo come maggiordomo del gruppo.
Nonostante la loro popolarità, il gruppo è costretto a vendere la Stark Tower, a causa dei problemi finanziari dello stesso Iron Man. Anche la Squadra Unione dei Vendicatori continua a proteggere il mondo da eventuali minacce, stavolta capitanata dal Comandante Rogers e Rogue e composta anche da Inumani e da Deadpool. Dopo alcune avventure, la Squadra Unione assiste al ritorno in scena di Henry Pym, morto apparentemente in una vecchia battaglia, stavolta unitosi a Ultron, diventando un unico essere. I Vendicatori decidono di accettarlo nel gruppo, non fidandosi tuttavia dello strano essere che Pym è diventato. Mettendolo alla prova, gli incredibili Avengers riescono a far riemergere il lato oscuro, Ultron, con la quale iniziano una battaglia all'ultimo sangue. Durante la confusione causata dalla lotta, Ultron distrugge una gamba di Quicksilver, mentre Visione dà il via ai protocolli Icarus, facendo attaccare Ultron alla Hulkbuster. Quest'ultima trasporta Ultron nello spazio, che, dopo aver confermato la morte di Pym, viene scagliato contro il sole dalla Visione. Ultron riesce tuttavia a sopravvivere, e decide di prendersi del tempo per capire se suo padre è ancora vivo, giurando vendetta nei confronti del gruppo degli eroi più potenti della Terra.
Successivamente, il gruppo scopre dell'esistenza di un Inumano capace di prevedere le catastrofi. Gli Avengers si dividono in due fazioni diverse: da una parte vi è Capitan Marvel, che vuole prevenire le potenziali catastrofi sfruttando a fin di bene il potere dell'Inumano, mentre dall'altra c'è Iron Man, che sostiene che non si può arrestare una persona che non ha ancora commesso un reato. La battaglia viene poi vinta da Captain Marvel, che durante lo scontro fa sprofondare Iron Man in uno stato comatoso. Al termine della seconda guerra civile, Ms. Marvel, Spider-Man e Nova abbandonano i Vendicatori per entrare nei Campioni assieme a Hulk, la figlia di Visione e Ciclope. Il gruppo cambia dunque i suoi componenti: Spider-Man entra nel team in qualità di leader e finanziatore del team, assieme a Capitan America, Thor, la nuova Wasp, Visione e Ercole. La prima missione di questo nuovo gruppo consiste nell'affrontare tutte le versioni di Kang, che attaccano i Vendicatori dopo che Visione ha sottratto la versione neonata di Kang dalla sua epoca per evitare che diventasse il tiranno del futuro. In seguito, la squadra subisce brevemente il controllo dell'Hydra capitanata da uno Steve Rogers (manipolato da un Cubo Cosmico), il quale rende Deadpool, Thor, Visione, Scarlet Witch, Taskmaster, Black Ant e Superior Octopus i suoi Vendicatori personali. Dopo la caduta dell'Impero segreto di Steve Rogers, la squadra torna alla sua formazione di prima.

## Formazione originale
La prima formazione dei Vendicatori è composta da:
- Ant-Man: un biochimico che, dopo aver scoperto l'esistenza di particelle in grado di ingrandire o rimpicciolire persone e oggetti, le ha utilizzate per diventare Ant-Man. Viene considerato a tutti gli effetti l'ideatore del gruppo, assieme alla futura moglie, Wasp. Dopo la sua prima avventura con il gruppo, Hank Pym ha adottato l'identità di Giant-Man, sentendosi insicuro paragonandosi agli altri membri degli Avengers. Nel corso degli anni, il primo Ant-Man ha adottato altre identità da supereroe, come Golia, Calabrone ed il secondo Wasp. È il padre della più grande nemesi degli Avengers, Ultron.
- Wasp: Janet van Dyne è l'interesse amoroso del dottor Henry Pym (Ant-Man) ed è l'ideatrice del nome del gruppo, Avengers. Wasp è uno dei membri più importanti dei Vendicatori, avendoli capitanati in più di un'occasione, rivelandosi essere una perfetta stratega. Dopo il suo matrimonio con Giant-Man, Janet ha, diversi anni dopo, divorziato, a causa della schizofrenia del marito, aiutandolo tuttavia nei suoi momenti più bui. Recentemente, è stata uccisa da Thor durante l'Invasione degli Skrull, ma si è rivelata essere viva solo tempo dopo la sua scomparsa.
- Hulk: Bruce Banner è uno scienziato che, dopo essere stato bombardato dai raggi gamma, è diventato l'incredibile Hulk. Continuamente perseguitato dall'esercito statunitense, Hulk aiuta i supereroi Ant-Man, Wasp, Iron Man e Thor a sconfiggere Loki, il dio dell'inganno. Dopo quest'avventura, il Golia Verde si unisce agli Avengers, abbandonandoli però dopo alcune avventure e venendo rimpiazzato da Capitan America. Recentemente è ritornato nel gruppo per aiutarlo nella sua lotta contro gli X-Men.
- Iron Man: Tony Stark è uno scienziato che, dopo essere stato rapito da dei terroristi, si è costruito un'armatura per scappare e mettersi in salvo. Da quel momento è l'invincibile Iron Man. Per nascondere la sua identità segreta, Tony rende Iron Man, agli occhi del pubblico, la sua guardia del corpo personale, diventando successivamente un membro fondatore degli Avengers. Nel corso degli anni si è sempre rivelato essere una risorsa preziosa per la squadra, la quale, viveva in una proprietà di Stark, usufruendo anche dei suoi soldi. Diverse volte, Tony ha rivelato la sua doppia vita come Iron Man al pubblico, ma con diversi meccanismi, è sempre riuscito a rendere tale rivelazione un segreto. Nonostante ciò, durante la guerra civile tra supereroi, Iron Man ha svelato a tutti il suo alter ego, abbandonando l'identità segreta.
- Thor: Thor è un dio figlio di Odino, capace di comandare fulmini e tuoni. Dopo essersi unito agli Avengers, Thor ha prestato servizio per tantissimo tempo, diventando uno dei Vendicatori più noti e apprezzati. È l'ideatore del grido di battaglia della squadra, Avengers Assemble! e fratello di Loki, il dio dell'inganno.

### Filiali
- Incredibili Avengers: chiamata anche Squadra Unione dei Vendicatori, la filiale degli Incredibili Avengers è stata fondata da Capitan America subito dopo la battaglia tra X-Men e Vendicatori, per dimostrare al mondo intero che una collaborazione tra umani e mutanti è possibile, perseguendo lo scopo del defunto Charles Xavier. Utilizzando come propria sede la Avengers Mansion, gli Incredibili Avengers fronteggiano come loro prima minaccia il Teschio Rosso, che ha ottenuto i poteri telepatici di Xavier subito dopo averne trafugato la salma. Gli Uncanny Avengers riescono a sconfiggerlo grazie alla leadership di Havok, ma non a catturarlo. Tempo dopo, gli ex Vendicatori Wasp e Wonder Man entrano a far parte della Squadra Unione, assieme al mutante Sole Ardente. Con il gruppo adesso al gran completo, gli Incredibili Avengers iniziano una faida contro Uriel ed Eimin, i Gemelli di Apocalisse, figli del mutante Angelo che, dopo essere stati educati da Kang il Conquistatore, hanno iniziato a distruggere celestiali e umani. Dopo aver rapito Wonder Man e Scarlet Witch, Uriel ed Eimin ordinano loro di trasportare tutti i mutanti in un'arca, per trasferirli in un mondo proprio: il Pianeta X. Con l'intento di tradirli però, Wanda Maximoff viene uccisa da Rogue. Nonostante questa complicazione, i gemelli riescono a compiere il loro desiderio, creando il Pianeta X e distruggendo la Terra. Sono pochi i Vendicatori che sono riusciti a mettersi al riparo dalla distruzione del pianeta Terra: Wasp, Havok, Thor, Wolverine e Sole Ardente riescono a stringere un'alleanza con Kang il Conquistatore, precedentemente tradito da Uriel ed Eimin, per ritornare nel passato ed impedire che il piano dei gemelli si concretizzi. Tutto va per il meglio: gli Incredibili Avengers salvano il mondo e Uriel ed Eimin muoiono durante la battaglia. Tuttavia, tutto ciò si rivela essere un piano di Kang, che utilizzando una fonte di potere, tenta di dominare il mondo, ma viene sconfitto dalla Squadra Unione. Diverso tempo dopo, si viene a sapere che durante tutto questo periodo, il Teschio Rosso è riuscito a creare dei campi di concentramento per mutanti. Magneto, alleatosi con gli Uncanny Avengers, uccide Schmidt, dando vita all'Onslaught Rosso. Per fermarlo, il Dottor Destino e Scarlet Witch decidono di lanciare un incantesimo per invertire la personalità del Teschio, rendendolo buono. La magia ha però effetto anche sugli altri presenti: gli eroi diventano degli spietati criminali e viceversa, fino a quando l'effetto non viene invertito. Havok però, è l'unico a non essere tornato alla normalità, e, lasciando la Squadra Unione, scappa per unirsi agli X-Men del fratello, Ciclope. Dopo questi avvenimenti, si forma un altro gruppo capitanato da Visione, che vanta come propri membri anche Fratello Woodoo, il nuovissimo Capitan America Sabretooth e Quicksilver. Otto mesi dopo l'incursione finale che ha distrutto Terra-616, gli Incredibili Avengers ritornano in vita e cambiano sede e politica, accettando tra i loro ranghi anche gli Inumani e Deadpool. Capitanati da Rogue e dal Comandante Rogers, i membri della Squadra Unione reclutano anche Cable e la nuova inumana Synapse per sconfiggere la minaccia dell'Uomo di Stracci. L'obiettivo primario di questa filiale, si rivela poi essere quello di trovare il Teschio Rosso per togliergli i poteri telepatici di Charles Xavier. Durante la loro prima missione, Spider-Man abbandona il gruppo. Successivamente, la Squadra Unione incrocia la strada di Henry Pym, che sembra essersi unito ad Ultron, diventando un unico essere con la sua creazione.
- I Nuovissimi Avengers: dopo la restaurazione dell'universo Marvel per mano di Mr. Fantastic, Iron Man forma una nuova squadra di Vendicatori: i nuovissimi Avengers, composta dalla nuova Ms. Marvel, Spider-Man, il nuovo Nova, la nuovissima Thor, il nuovo Capitan America e Visione. Il gruppo inizia a soffrire sin da subito di problemi finanziari: Tony Stark è infatti costretto a vendere la sede degli Avengers. Dopo aver affrontato la minaccia dei Chitauri, i nuovissimi Avengers si stabiliscono in una nuova sede, la Avengers Hangar, reclutando anche Edwin Jarvis con loro. Dopo una lotta contro Kang il Conquistatore, i nuovissimi Vendicatori includono nella loro squadra anche la nuova Wasp, che si rivela essere la figlia di Henry Pym e della sua prima moglie, Maria Trovaya. Altre avventure dopo, la squadra lotta contro Annihilus e, con l'inizio della nuova guerra civile tra supereroi, inizia a dividersi: il loro capo, Iron Man, diventa il leader di una fazione e la guida contro l'esercito di Capitan Marvel. Le conseguenze di questo evento, portano Ms. Marvel, Spider-Man e Nova ad abbandonare il gruppo per unirsi ai Campioni.
- New Avengers: detti anche Illuminati, i Nuovi Vendicatori sono inizialmente capitanati da Iron Man: la squadra ha il compito di distruggere diversi universi per difendere il proprio dalle incursioni. Così facendo, però, i New Avengers entrano in contrasto con i Vendicatori di Capitan America. Dopo una lotta tra le due fazioni, Comandante America e Mr. Fantastic (ormai divenuto leader degli Illuminati) collaborano per liberarsi della Cabala di Thanos, che nel frattempo ha distrutto diversi universi. Pantera Nera riesce anche a vendicarsi di Namor, vecchio membro degli Illuminati che scagliò il suo esercito contro il Wakanda. I New Avengers scoprono grazie ad Henry Pym che dietro le incursioni vi sono gli Arcani e che salvare il mondo è impossibile. Mr. Fantastic decide allora di creare una flotta per salvare quante più persone possibili. Il piano funziona, ma i Vendicatori rimasti scoprono con dispiacere che il Dottor Destino nel frattempo è diventato un dio e ha creato un Battleworld. Dopo averlo sconfitto, Mr. Fantastic fa rinascere l'universo attraverso l'utilizzo dei poteri dell'Uomo Molecola e degli Arcani, precedentemente imbrigliati da Destino.
- Mighty Avengers: formata da Luke Cage questa filiale ha avuto come base per le loro operazioni la Avengers Mansion. Dopo un periodo di inattività, il gruppo viene poi gestito da Henry Pym subito dopo l'invasione segreta da parte degli Skrull. Pym, divenuto il secondo Wasp per onorare la moglie, inizia una faida con Norman Osborn, divenuto nel frattempo Iron Patriot e con Loki. Quando Pym chiede al dio dell'inganno di entrare nel gruppo, la maggior parte dei Potenti Vendicatori lascia la squadra come segno di protesta nei confronti di Wasp, il quale ingaggia in seguito una battaglia contro Ultron, che termina con un matrimonio tra l'intelligenza artificiale e Jocasta. Il gruppo dei Mighty Avengers si scioglie temporaneamente, per ritornare quando Thanos invade la Terra, inizialmente sotto la guida di Luke Cage e poi del nuovissimo Capitan America.
- Secret Avengers: Una filiale di Vendicatori guidata diverse volte dallo S.H.I.E.L.D., un'agenzia spionistica, che compie missioni sotto copertura. Tra i membri più importanti vi sono Capitan America, Occhio di Falco, Mimo, Nick Fury e Vedova Nera.
- Young Avengers: è una filiale che vede tra i suoi ranghi come protagonisti dei giovani figli di supereroi, come Stature, figlia del secondo Ant-Man o Wiccan e Speed, figli di Scarlet Witch. Dopo la morte di Scott Lang, Iron Lad, leader del gruppo, riesce a riportarlo in vita dopo essere tornato indietro nel tempo con sua figlia Cassie. I Giovani Vendicatori giocano un ruolo da protagonista nella battaglia tra Vendicatori e il Dottor Destino (potenziato dai poteri di Scarlet Witch), durante il quale Stature si sacrifica per salvare la vita del padre, morendo.
- Avengers Academy: l'accademia Vendicatori è una scuola dedita ad aiutare giovani superumani per renderli in futuro degli eroi. Creata da Henry Pym, il primo Ant-Man, la Avengers Academy accetta come studenti Rettile, Meetle, Hazmat, X-23 e molti altri adolescenti, che in seguito scoprono di essere stati imbrogliati: l'obiettivo primario dell'accademia è infatti quello di far sì che i giovani superdotati, in futuro, non diventino criminali. Dopo la consegna dei diplomi, l'Accademia Vendicatori resta aperta per un breve periodo. Tra i suoi insegnanti, l'istituzione ha avuto Spider-Man, Ercole, Capitan America, Tigra e molti altri ex vendicatori.
- Avengers A.I.: o comunemente chiamati anche Robot Avengers, è una filiale del gruppo originale dei Vendicatori fondata da Henry Pym e composto dalle intelligenze artificiali più importanti: la Visione, Victor Mancha, Alexis, un Doombot riprogrammato e, in seguito, Jocasta. Alleati dello S.H.I.E.L.D., gli Avengers Artificial Intelligence sono nati principalmente per sconfiggere Dimitrios, un virus tecnologico costruito dal primo Ant-Man per sconfiggere Ultron. Dopo la sconfitta di Dimitrios, il gruppo si scioglie.
- Avengers West Coast: quando la Visione diventa il capo della squadra principale di Avengers, Occhio di Falco viene incaricato dal sintezoide di creare una filiale del gruppo: gli Avengers West Coast, a tutti gli effetti la prima diramazione dei Vendicatori. La squadra originale, composta da Tigra, il secondo Iron Man, Wonder Man e Mimo, fronteggia Graviton, la loro prima minaccia. Proprio come gli Avengers originali, i Vendicatori della Costa Ovest subiscono diversi cambiamenti di formazione, includendo nei loro ranghi anche personaggi come Henry Pym, Wasp, Scarlet Witch, la prima Donna Ragno, U.S.Agent e Iron Man. Quando Capitan America entra nel gruppo, lo scioglie. Una metà del gruppo viene dunque trasferito nei Vendicatori classici, mentre l'altra forma la squadra Force Works, poi chiusa. Durante il loro periodo di attività, i Vendicatori della Costa Ovest restavano comunque in contatto con gli Avengers originali, giocando assieme a loro anche a diverse competizioni di baseball.

### Sedi
- Avengers Mansion: situata nella 721 (o 820) Fifth Avenue di New York, la Stark Mansion è stata fondata nel 1932 dall'industriale Howard Stark, che l'ha successivamente donata al figlio, Tony Stark. Quando quest'ultimo diventa Iron Man e assieme a Ant-Man, Wasp, Thor e Hulk istituisce gli Avengers, Tony decide di rendere la Stark Mansion la casa dei Vendicatori. Il maggiordomo degli Stark, Edwin Jarvis, presta inoltre servizi per il gruppo sin dalla sua fondazione. La Avengers Mansion è equipaggiata dei migliori sistemi di sicurezza e, nella sua storia, è stata assediata diverse volte, in particolare dai Signori del Male. Quando Scarlet Witch perde il controllo dei propri poteri, la prima sede degli eroi più potenti della Terra viene distrutta e inutilizzata per un tempo indeterminato. Capitan America ha in seguito venduto la Avengers Mansion a Luke Cage, per renderla la base segreta dei Nuovi Vendicatori. Tale sede ha successivamente ospitato gli Incredibili Avengers. Otto mesi dopo la distruzione dell'universo Marvel, la Avengers Mansion viene abbandonata da tutte le squadre dei Vendicatori in circolazione, e trasformata in un parco a tema basato proprio sugli eroi più potenti della Terra.
- Stark Tower: situata tra la 58ª e Broadway, vicino al Columbus Circle, la Stark Tower è stata la base delle operazioni dei Nuovi Vendicatori per un lungo periodo. La torre è dotata di Avengers Quinjets ed è diventata poi una proprietà dello S.H.I.E.L.D.. La Stark Tower è stata recentemente spostata a Times Square da Tony Stark, ed è utilizzata soltanto dallo stesso Iron Man.
- Hydrobase: detta anche Avengers One e Avengers Hydrobase, è una base degli Avengers, attualmente utilizzata dai Nuovi Vendicatori di Sunspot. Quando i Signori del Male distrussero la Avengers Mansion, gli eroi più potenti della Terra si trasferirono proprio nell'Hydrobase per un lungo periodo di tempo.
- Avengers Hangar: le Stark Industries New Jersey Airfield vengono rinominate da Tony Stark Avengers Hangar, rendendole di conseguenza una base del gruppo. È l'attuale sede dei nuovissimi Avengers e tra i suoi dipendenti vi è anche Edwin Jarvis, storico maggiordomo della squadra. L'Avengers Hangar è dotato di una piccola cucina, di un solo quinjet e di diversi sistemi computerizzati precedentemente utilizzati nella Avengers Tower.

## Avversari principali
Nella lunga storia della serie molteplici sono stati gli avversari del gruppo di supereroi, fra i tanti possiamo ricordare:
- Kang il Conquistatore, il viaggiatore del tempo proveniente dal XXX secolo;
- Ultron, un robot senziente creato da Henry Pym ed in grado di rigenerarsi migliorandosi al punto da creare 500 versioni di se stesso e annienta la popolazione della Slorenia reclamandone la sovranità;
- Loki, il Dio dell'Inganno e arcinemico di Thor;
- I popoli Kree e Skrull dei rispettivi pianeti, perennemente in guerra tra loro;
- Conte Nefaria;
- Korvac, il semidio;
- Graviton;
- Dottor Destino, sovrano di Latveria e acerrimo nemico dei Fantastici Quattro
- L'Uomo Assorbente;
- Teschio Rosso: uno dei più temibili nemici di Capitan America e dello S.H.I.E.L.D., a capo dell’associazione nazista chiamata HYDRA;
- Il Barone Zemo: un nazista che per colpa dell'adesivo X rimane sfigurato e con una maschera viola che non potrà mai più togliere. I Vendicatori dovranno affrontare sia il padre Heinrich Zemo che il figlio Helmut Zemo;
- Klaw;
- Il Collezionista
- HYDRA, organizzazione nazista risalente alla seconda guerra mondiale
- Il Gruppo dello Zodiaco;
- Mister Hyde, un famoso scienziato che attraverso un liquido di sua invenzione acquisisce la forza di dozzine di uomini;
- Thanos, il potentissimo eterno votato all'annichilimento dell'intero universo;
- L'Uomo Talpa;
- Il Mandarino, famoso acerrimo nemico di Iron Man;
- Attuma, re dei Mermen, un popolo marino nemico degli Atlantidei di Namor, più volte provò a conquistare il mondo di superficie;
- A.I.M, un'associazione segreta alleata dell'HYDRA;
- Il Sinistro Mietitore, fratello di Wonder Man, combatte gli avversari con una falce ed è stato molte volte il capo della Legione Mortale.

## Altre versioni
Nel 2001 sono stati lanciati gli Ultimates, il corrispettivo dei Vendicatori nell'universo Ultimate. Scritta da Mark Millar e disegnata da Bryan Hitch, questa testata è la risposta della Marvel alla serie WildStorm The Authority, scritta da Warren Ellis e dallo stesso Millar.
La versione Ultimate differisce enormemente dagli Avengers classici: qui infatti, non vengono mai chiamati Vendicatori, bensì Ultimates e la loro formazione originale è composta da Capitan America (negli Avengers al suo posto vi era Hulk), Giant-Man, Wasp, Iron Man e Thor. Il secondo corso vede invece una squadra composta da Occhio di Falco e Vedova Nera (la quale nei fumetti classici non era in formazione), poi raggiunti da Quicksilver e Scarlet.

### Attack on Avengers (Crossover Marvel/L'attacco dei giganti)
Nel crossover tra la Marvel-Disney e l'attacco dei giganti, gli Avengers sono impegnati a combattere contro dei Titani che stanno invadendo New York. Capitan America, Hawkeye e Vedova Nera vedendo Spider-Man in pericolo a causa dei Titani, decidono di intervenire ammazzandoli (eccetto il Gigante Armato) e scoprono il loro punto debole: la collottola. Nel frattempo Iron Man e Hulk affrontano il Gigante Femmina e riescono a sconfiggerlo, ma non a ucciderlo. Più tardi nei pressi della Statua della libertà appare il Titano più grande di tutti: il Gigante Colossale, ma in soccorso degli Avengers arrivano i Guardiani della Galassia. Successivamente è stato confermato che i protagonisti de L'Attacco dei Giganti incontreranno e aiuteranno gli Avengers e i Guardiani della Galassia a sconfiggere i Titani.

## Pubblicazioni
- Avengers (vol. 1): 1962-1996, 402 numeri; ad agosto 2004 venne ripresa dal n. 500 al n. 503;
- Avengers (vol. 2): 1996-1997, 13 numeri;
- Avengers (vol. 3): 1998-2004, 84 numeri;
- Avengers (vol. 4): 2010-2013, 34 numeri;
- Avengers (vol. 5): 2013-2015, 44 numeri;
- Avengers (vol. 6): 2015, 1 numero;
- All New, All Different Avengers: 2015-2016, 15 numeri;
- Avengers (vol. 7): 2017, 11 numeri; dopo il numero 11 la testata, nell'ambito del rilancio Marvel Legacy, venne riportata alla numerazione originale iniziando dal numero 672 e terminando col numero 690;
- Avengers (vol. 8): 2018, in corso;
- New Avengers (vol. 1): 2005-2010, 64 numeri;
- New Avengers (vol. 2): 2010-2013, 34 numeri;
- New Avengers (vol. 3): 2013-2015, 33 numeri;
- New Avengers (vol. 4): 2015-2017, 18 numeri.

### Serie parallele
- West Coast Avengers (vol. 1): 1984, 4 numeri;[12]
- West Coast Avengers (vol. 2): 1985-1989, 46 numeri;[13]
- Avengers West Coast: 1989-1994, 56 (da n. 47 a n. 102), sostituisce West Coast Avengers (vol. 2) di cui prosegue la numerazione;[14]
- Mighty Avengers (vol. 1): 2007-2010, 36 numeri;
- Mighty Avengers (vol. 2): 2013-2014, 14 numeri;
- Captain America and the Mighty Avengers: 2015, 9 numeri;
- Dark Avengers (vol. 1): 2009-2010, 16 numeri;
- Dark Avengers (vol. 1): 2012-2013, 16 numeri; serie che prosegue la numerazione da Thunderbolts (vol. 1) dal numero 175;
- Secret Avengers (vol. 1): 2010-2013, 37 numeri;
- Secret Avengers (vol. 2): 2013-2014, 16 numeri;
- Secret Avengers (vol. 3): 2014-2015, 15 numeri;
- Uncanny Avengers (vol. 1): 2012-2014, 26 numeri;
- Uncanny Avengers (vol. 2): 2015, 5 numeri;
- Uncanny Avengers (vol. 3): dal 2015, in corso.

### In lingua italiana
La prima edizione italiana della serie venne pubblicata in appendice alla testata Il Mitico Thor dell'Editoriale Corno a partire dal n. 5 della serie (giugno 1971) fino al n. 238 (maggio 1980) sui quali venne stampata quasi interamente la prima serie dei Vendicatori fino al n. 177. Successivamente continuò fino al n. 182 in appendice alle testate dedicate all'Uomo Ragno fino alla chiusura della casa editrice nel 1982. La serie venne ripresa nel 1990 dalla Star Comics che riprese da dove si era interrotto il precedente editore sulla testata antologica Star Magazine e poi su quella dedicata "Capitan America e i Vendicatori". Dal 1994 tutte le testate Marvel passarono alla Marvel Italia che fece continuare la pubblicazione delle storie dei Vendicatori in una nuova testata omonima che esordì lo stesso anno. Dal 1996 le storie del gruppo sono pubblicate su Iron Man e i Vendicatori (dal 2008 Iron Man e i Potenti Vendicatori) fino al 2012, anno in cui viene lanciata la testata Avengers, a cui viene affiancata la testata Gli Incredibili Avengers in occasione del rilancio Marvel Now!, che termina nel 2018.

## Altri media

### Marvel Cinematic Universe
Il gruppo degli Avengers è il protagonista del Marvel Cinematic Universe (MCU), il quale è stato strutturato in modo che i vari personaggi che compongono il gruppo passino dai film singoli dei quali sono protagonisti ai film corali che vedono il gruppo agire unito.

#### Saga dell'infinito
- The Avengers (2012): il gruppo cinematografico, a differenza di quello cartaceo, comprende come fondatori del gruppo Iron Man (Robert Downey Jr.), Captain America (Chris Evans), Hulk (Mark Ruffalo), Thor (Chris Hemsworth), la Vedova Nera (Scarlett Johansson) e Occhio di Falco (Jeremy Renner). Essi vengono riuniti dal fondatore del gruppo Nick Fury (Samuel L. Jackson)[55] per contrastare la minaccia di Loki (Tom Hiddleston) che guida l'esercito alieno dei Chitauri.
- Avengers: Age of Ultron (2015): in questo film, i Vendicatori devono affrontare la perfida minaccia di Ultron (James Spader), entità artificiale creata (anziché da Hank Pym) da Stark e Banner per la difesa del pianeta, ma subito ribellatasi. Nel corso del film, a sostegno del gruppo, si uniranno Pietro Maximoff (Aaron Taylor-Johnson), che morirà nella lotta contro Ultron, Wanda Maximoff (Elizabeth Olsen), Visione (Paul Bettany), War Machine (Don Cheadle) e, al termine del film, Sam Wilson (Anthony Mackie).
- Captain America: Civil War (2016): il gruppo (con l'assenza di Thor e Hulk) si divide in seguito all'imposizione da parte dell'ONU di alcuni accordi che farebbero del gruppo una forza armata agli ordini delle Nazioni Unite stesse: la squadra guidata da Capitan America, composta da Wilson, Maximoff, Barton, Scott Lang (Paul Rudd) e Bucky Barnes (Sebastian Stan) si schiera contro la firma degli accordi, contrapponendosi alla fazione guidata da Iron Man, composta da War Machine, Natasha Romanoff, Visione, T'Challa (Chadwick Boseman) e Peter Parker (Tom Holland), la quale si dichiara invece a favore.
- Avengers: Infinity War (2018): in questo film, il gruppo (diviso dopo gli eventi di Civil War) unisce le proprie forze con i Guardiani della Galassia (Chris Pratt, Zoe Saldana, Dave Bautista, Bradley Cooper, Vin Diesel, Pom Klementieff e Karen Gillan), il Soldato d'Inverno, Spider-Man, Black Panther, Okoye (Danai Gurira), Shuri (Letitia Wright), M'Baku (Winston Duke), i guerrieri del Wakanda e il Dottor Strange (Benedict Cumberbatch) per contrastare la potente minaccia del titano Thanos (Josh Brolin) deciso a riunire tutte le sei Gemme dell'infinito per sterminare metà delle forme di vita nell'universo onde evitarne il collasso. Tuttavia falliscono nel tentativo e Thanos fa dissolvere metà degli esseri viventi esistenti (fra cui innumerevoli supereroi) per poi distruggere le Gemme.
- Avengers: Endgame (2019): dopo cinque anni dagli avvenimenti di Infinity War, i sopravvissuti Iron Man, Captain America, Thor, Ant-Man, Hulk, Vedova Nera, Occhio di Falco, War Machine, Rocket e Nebula viaggiano nel regno quantico grazie alla tecnologia del defunto Hank Pym per recuperare le Gemme dell'infinito nel passato, in modo tale da utilizzarle per riportare in vita le vittime di Thanos; dopo la morte della Vedova Nera a Vormir e insieme alla nuova arrivata Captain Marvel (Brie Larson) e a tutti i supereroi resuscitati, compresi anche gli asgardiani, i Maestri delle Arti Mistiche, i Wakandiani e i Ravagers, gli Avengers affrontano Thanos e il suo esercito in un'epica battaglia finale, che alla fine riescono a vincere al costo della vita di Iron Man, sacrificatosi per annientare definitivamente il Titano Pazzo e tutti i suoi seguaci.

#### Saga del multiverso
- What If...? (2021): il resto degli Avengers compaiono nella serie animata.
- In Thunderbolts*, Valentina Allegra De Fontaine presenta al mondo i New Avengers, creati dal governo per seguire le orme dei Vendicatore originali. Ne fanno parte Yelena Belova/White Widow, Bucky Barnes/Winter Soldier, U. S. Agent/John Walker, Ava Starr/Ms. Ghost, Alexei Shostakov/Guardiano Rosso e il più potente del gruppo Robert "Bob" Reynolds/Sentry (Più forte di tutti gli Avengers originali messi insieme)
- Il gruppo degli Avengers e i loro vecchi e nuovi alleati (alcuni degli altri universi alternativi) ritorneranno a riunirsi nuovamente nei film Avengers: Doomsday (2026) e Avengers: Secret Wars (2027) per affrontare e sconfiggere un nuovo potente nemico che minaccia l'intero multiverso, il Dottor Destino.

### Televisione

#### Serie televisive animate
- Iron Man (1994);
- I Vendicatori (1999) cancellata dopo tredici episodi per lo scarso successo; la serie aveva Ant-Man come capo di una squadra di Vendicatori molto simile a quella degli Avengers di Roy Thomas; tra i nemici ricorrenti della serie ci sono Ultron e Taurus;
- Avengers - I più potenti eroi della Terra (2010)[56]; ispirata con grande attenzione ai personaggi dei fumetti. Sono comunque presenti alcune influenze del Marvel Cinematic Universe, specialmente per quanto riguarda Tony Stark, Nick Fury e Bruce Banner;
- Avengers Assemble (2013) ispirata principalmente alla versione cinematografica del primo film del gruppo e che ha poi preso i sottotitoli di Ultron Revolution, Secret Wars e Black Panther's Quest; gli stessi personaggi di questa serie compaiono spesso anche nella serie animata Ultimate Spider-Man.
- Disk Wars Avengers (2014), serie animata in stile anime, con protagonisti un gruppo di cinque ragazzi (Akira Akatsuki, suo fratello maggiore Hikaru, e con altri amici Edward Grant, Chris Taylor e Jessica Shannon), ispirato sia alla versione cinematografica che a quella cartacea. I ragazzi sono in possesso di dispositivo (chiamato DISK, acronimo di Digital Identity Securement Kit) in cui sono stati intrappolati dal malvagio Loki e i Celebrity Five, Iron Man, Capitan America, Thor, Hulk e Wasp: per un breve periodo di tempo, grazie a un bio-codice, solo loro posso liberare gli eroi per consentirgli di agire;
- Future Avengers (2017), nuova serie animata in stile anime, con protagonisti un gruppo di quattro ragazzi (Makoto/Hurricane, Chloe/Charade, Adi/Codec e Bruno/Twister), ispirato sia alla versione cinematografica che a quella cartacea.

#### Lungometraggi animati
- Ultimate Avengers (2006), dove vengono presentati in chiave moderna tutti gli eroi apparsi nei fumetti nella linea Ultimate Marvel;
- Ultimate Avengers 2 (2006), seguito del precedente;
- Next Avengers - Gli eroi di domani (2008) basato su una serie a fumetti scritta da Bendis e disegnata da John Romita Jr. che vede come protagonisti i figli degli Avengers.
- Avengers Confidential: La Vedova Nera & Punisher (2014)

### Videogiochi
- Marvel: La Grande Alleanza: si può comporre la formazione dei Vendicatori composta da quattro membri a scelta;
- Marvel: La Grande Alleanza 2: seguito del precedente;
- Marvel: La Grande Alleanza 3 - L'Ordine Nero: seguito dei due precedenti;
- Marvel Super Heroes vs. Street Fighter
- Marvel vs. Capcom: Clash of Super Heroes
- Marvel vs. Capcom 2: New Age of Heroes
- Marvel vs. Capcom 3: Fate of Two Worlds
- Ultimate Marvel vs. Capcom 3
- LEGO Marvel Super Heroes
- Ultimate Marvel vs. Capcom 3
- LEGO Marvel's Avengers
- Marvel vs. Capcom: Infinite
- LEGO Marvel Super Heroes 2
- Marvel's Avengers
- Marvel's Midnight Suns

Videogiochi per cellulari
- Marvel: Sfida dei campioni;
- Marvel Future Fight;
- Marvel: Avengers Alliance 2.
- Marvel: S.T.R.I.K.E. Force;

I personaggi sono anche i protagonisti del videogioco della Playdom Marvel: Avengers Alliance, disponibile anche per cellulari.